# .jm
‎.jm‏ دامنه اینترنتی اختصاص داده شده به کشور جاماییکا است.